# 正西寺
正西寺（しょうさいじ）は、福島県双葉郡浪江町川添南大坂にある真宗大谷派の寺院である。標葉郡（しねはぐん、現福島県双葉郡の一部）を支配していた標葉氏ゆかりの寺院である。

## 歴史

### 正西寺と華光院
浪江町川添（旧川添村）の正西寺の寺地には、明治時代初期までは天台宗の華光院という寺院が存在していた。
正西寺はもと大堀村（浪江町大堀）にあり、江戸時代初期に標葉氏の家臣の小丸氏の一族によって草創された。寛永19年（1642年）、小松光善（法名釈光善）が開山となり、寺号を許された。明治4年（1871年）に川添村の華光院跡（現在地）に移転している。
華光院は天台宗の寺院で、嘉吉2年（1442年）標葉清隆により標葉氏の居城である権現堂城（浪江町西台）に建てられたが、天正2年（1574年）春、4世牧山等育（相馬氏家臣佐藤伊勢四男文五郎の一子）の代に全焼し、標葉郷川添邑涼ヶ森（当地）に移転させ、曹洞宗に改宗し、円応寺の末寺となった。
華光院は明治3年（1870年）寺沢村（双葉郡双葉町寺沢）の仲禅寺と合併して同村に移転。仲禅寺は昭和23年（1948年）、浪江町高瀬に移転している。
平成23年（2011年）3月11日に発生した福島第一原子力発電所事故により、当寺のある川添地区も避難指示が出された。2012年4月1日、改めて居住制限区域に指定された。

### 華光院と伊達政宗のエピソード
天文の乱以後、伊達氏と相馬氏は対立していた。慶長5年（1600年）の関ヶ原の戦いの直前、伊達政宗は徳川家康の要請で会津の上杉景勝の領地に北から攻め入るため大坂から仙台へ帰還することになったが、仙道（中通り）は上杉領のため封鎖されて通ることができなかったので、やむなく敵対していた相馬義胤に領内（浜通り）の通過を願い出た。政宗に従う兵は僅かであったが、このとき義胤は政宗を華光院に宿泊させ何事もなく無事に通過させた。
伊達と敵対していた相馬義胤の家臣は皆この期に政宗を討つべきであると評議した。だが、老臣の水谷胤重が末座から進み出て「末座の意見ですが、恐れながら申し上げます。政宗を打つのは容易なことかもしれない。しかし、『窮鳥懐に入らば猟師もこれを殺さず』という。今、政宗は行く道がふさがり、僅かな兵を率いて敵地の通過を依頼してきた。それを謀って討ち取るのは勇者のなすべきことではない。また、これからの戦において、景勝は大群を従え嶮地によって敵と戦い、属将もみな力をあわせれば勝利を収めることができるかもしれない。しかしながら家康公は、武名を天下に轟かし、その老巧ぶりは比する者のない大将とみられている。その属将である政宗を討っても、もし景勝が敗れて家康が勝利を収めれば、当家は家康のために忽ち亡ぼされるであろう。『遠き慮り無くんば、則ち必ず後の憂いあり。』ただ同じく宿泊させるのであれば、我が備えを完全にして、彼の代わりに夜の守りを固めて本国へ返し、他日戦に望んでは両家が運を天に任せて雌雄を決するのが最良と存じます。」と反対論を述べた。そこで主君の義胤や諸臣はなお協議の末、この意見に同意した。
以下は『相馬の歴史と民俗』で引用されている『藩翰譜』から関ヶ原の後の文である。
かくて関が原の合戦事終り、天下悉く平ぎて、相馬既に世帯を没収せられ家滅ぶべきに極まる。政宗徳川殿に訴へ申しけるは、相馬はただにも政宗が年頃の敵なり。それに上杉、石田などにくみしたるが一定に候はんには政宗彼が為に討たるべき時至って候ひしに、君の仰承り馳せ下る由を聞きて忽ちに旧き恨を忘れ新しき恩を施して候ひき。これひとへに彼が野心をさしはさまざりし故にあらずや。且つは又累代弓矢の家、此の時に至て長く断絶すべきこと誠に不便の至りなり、只然るべくは彼が本領安堵の事御免を蒙らばやと折にふれて度々歎き奉りしかば、其の事となく年月を経て後本領をぞ賜ぶたりける。

## 所在地
福島県双葉郡浪江町川添南大坂15

## 交通アクセス
- 東日本旅客鉄道（JR東日本）常磐線浪江駅から徒歩10分